# زاؤته‌فین
زاؤته‌فین (به هلندی: Zouteveen) یک منطقهٔ مسکونی در هلند است که در فلاردینگن واقع شده‌است. زاؤته‌فین ۲۱۰ نفر جمعیت دارد.